# Fernando Aguiar
Fernando João Lobo Aguiar (ur. 18 marca 1972 w Chaves) – kanadyjski piłkarz pochodzenia portugalskiego grający na pozycji defensywnego pomocnika. W swojej karierze rozegrał 13 meczów reprezentacji Kanady.

## Kariera klubowa
Swoją karierę piłkarską Aguiar rozpoczął w kanadyjskim klubie Toronto Blizzard. W 1991 roku zadebiutował w nim w Canadian Soccer League. W 1993 roku grał w nim w rozgrywkach American Professional Soccer League.
W 1994 roku Aguiar przeszedł do portugalskiego CS Marítimo. W portugalskiej pierwszej lidze zadebiutował 27 sierpnia 1994 w zremisowanym 1:1 wyjazdowym meczu z Estrelą Amadora. W Marítimo występował przez rok. W 1995 roku odszedł do innego klubu z Funchal, Nacionalu i grał w nim w drugiej lidze. W latach 1997–1999 był zawodnikiem innego drugoligowca, FC Maia.
Latem 1999 roku Aguiar został zawodnikiem SC Beira-Mar. Występował w nim do grudnia 2001 roku. W grudniu 2001 roku przeszedł do Benfiki. Swój debiut w niej zanotował 23 grudnia w przegranym 0:1 wyjazdowym meczu z Boavistą. W sezonie 2002/2003 został wypożyczony do União Leiria, w którym zadebiutował 24 sierpnia 2002 w domowym meczu z Vitórią Guimarães (1:2). W 2003 roku wrócił do Benfiki i w sezonie 2003/2004 zdobył z nią Puchar Portugalii.
W 2004 roku Aguiar został zawodnikiem Landskrony BoIS. W drugiej połowie roku wrócił do Portugalii i został piłkarzem FC Penafiel, w którym swój debiut zaliczył 11 września 2004 w wyjazdowym meczu z CS Marítimo (0:3). W 2005 roku odszedł z Penafiel do Gondomar SC. W 2009 roku zakończył w nim swoją karierę.
| Sezon   | Klub             | Kraj       | Rozgrywki     | Mecze | Bramki |
| ------- | ---------------- | ---------- | ------------- | ----- | ------ |
| 1991    | Toronto Blizzard | Kanada     | CSL           | ?     | ?      |
| 1992    | Toronto Blizzard | Kanada     | CSL           | ?     | ?      |
| 1993    | Toronto Blizzard | Kanada     | APSL          | 22    | 9      |
| 1994/95 | CS Marítimo      | Portugalia | Primeira Liga | 7     | 0      |
| 1995/96 | Nacional Funchal | Portugalia | Segunda Liga  | 17    | 1      |
| 1996/97 | Nacional Funchal | Portugalia | Segunda Liga  | 22    | 3      |
| 1997/98 | FC Maia          | Portugalia | Segunda Liga  | 27    | 3      |
| 1998/99 | FC Maia          | Portugalia | Segunda Liga  | 27    | 6      |
| 1999/00 | SC Beira-Mar     | Portugalia | Primeira Liga | 31    | 7      |
| 2000/01 | SC Beira-Mar     | Portugalia | Primeira Liga | 30    | 3      |
| 2001/02 | SC Beira-Mar     | Portugalia | Primeira Liga | 14    | 0      |
| 2001/02 | SL Benfica       | Portugalia | Primeira Liga | 13    | 0      |
| 2002/03 | União Leiria     | Portugalia | Primeira Liga | 28    | 4      |
| 2003/04 | SL Benfica       | Portugalia | Primeira Liga | 25    | 3      |
| 2004    | Landskrona BoIS  | Szwecja    | Allsvenskan   | 1     | 0      |
| 2004/05 | FC Penafiel      | Portugalia | Primeira Liga | 21    | 3      |
| 2005/06 | Gondomar SC      | Portugalia | Segunda Liga  | 31    | 8      |
| 2006/07 | Gondomar SC      | Portugalia | Segunda Liga  | 23    | 2      |
| 2007/08 | Gondomar SC      | Portugalia | Segunda Liga  | 27    | 0      |
| 2008/09 | Gondomar SC      | Portugalia | Segunda Liga  | 12    | 0      |

## Kariera reprezentacyjna
W reprezentacji Kanady Aguiar zadebiutował 26 stycznia 1995 w zremisowanym 1:1 meczu Skydome Cup z Portugalią, rozegranym w Toronto. W swojej karierze grał w eliminacjach do MŚ 1998. Od 1995 do 1999 rozegrał w kadrze narodowej 13 meczów.